# Égliseneuve-près-Billom
Égliseneuve-près-Billom é uma comuna francesa na região administrativa de Auvérnia-Ródano-Alpes, no departamento Puy-de-Dôme. Estende-se por uma área de 16,45 km². Em 2010 a comuna tinha 870 habitantes (densidade: 52,9 hab./km²).